# Farmacevtsko ukrepanje
Farmacevtsko ukrepanje ali farmacevtska intervencija je postopek, ki ga vodi magister farmacije ob ugotovitvi napačnega ali zmotnega zdravljenja z zdravili oziroma težav pri uporabi zdravila, z namenom zagotavljanja pozitivnega zdravstvenega izida. Z izvajanjem farmacevtskega ukrepanja farmacevt prepreči  pri pacientu, ki mu je zdravnik predpisal terapijo z zdravili, nastanek zapletov ali razreži že nastale težave, povezane s predpisanimi zdravili. Težave, povezane z zdravili, so po definiciji dogodki ali situacije, ki dejansko ali potencialno vplivajo na izide terapije z zdravili; lahko so vzrok za neučinkovitost ali zmanjšano učinkovitost zdravljenja, za z zdravili povzročeno obolelost ali celo smrt.